# Königsschloss Łęczyca
Das Königsschloss Łęczyca (Zamek Królewski w Łęczycy) befindet sich in Łęczyca, einer Stadt im Powiat Łęczycki in der Woiwodschaft Łódź, Polen.

## Lage
Das Schloss liegt im äußersten Nordwesten der Woiwodschaft und gehört historisch zu Großpolen. Łęczyca war im 13. und 14. Jahrhundert Hauptstadt des Herzogtum Łęczyca. Danach fiel es an das Königreich Polen als erledigtes Lehen. Es wurde zur Hauptstadt der Woiwodschaft Łęczyca und königlicher Regierungssitz.

## Geschichte
Der Burgbau wurde wohl bereits um 1345 von Władysław dem Krummen als Wasserburg im backsteingotischen Stil an der Bzura begonnen. Nach seinem Tod 1352 fiel das Herzogtum Herzogtum Łęczyca an den polnischen König Kasimir den Großen. Dieser vollendete die Burg, die er als Königssitz neben dem Wawel in Krakau nutzte. 1406 wurde die Burg von den Rittern des Deutschen Ordens erobert und gebrandschatzt. Nach dem Wiederaufbau weilten die polnisch-litauischen Könige Władysław II. Jagiełło während des Krieges zwischen dem Orden und Polen-Litauen 1409 bis 1411 und Kasimir IV. Andreas während des Dreizehnjährigen Krieges auf der Burg. In den Jahren 1420, 1448, 1454 und 1462 fand der Sejm auf der Burg statt. In der zweiten Hälfte des 15. Jahrhunderts brannte die Burg jedoch ab. In den Jahren 1563 bis 1565 wurde die Burg als Renaissance-Bau von dem Königlichen Schatzmeister Jan Lutomirski wieder aufgebaut. 1655 wurde das Schloss von den Schweden unter Feldmarschall Robert Douglas erobert. Im Jahr darauf gelang es dem polnisch-litauischen König Johann II. Kasimir, das Schloss zurückzuerobern. Das Schloss wurde auch während des Großen Nordischen Kriegs 1705 und während der Konföderation von Bar 1769 belagert und geplündert. Nach den polnischen Teilungen wurde in den Jahren 1794–1797 von den Preußen die Ruine als Festungsbau befestigt. In den 1830 wurden Teile der Burg abgetragen und als Baumaterial verwendet. Ab 1964 wurde die Ruine im ursprünglich gotischen Stil restauriert. Heute beherbergt das Schloss ein Museum.